# 헤르만 라이닝겐
라이닝겐 후자 헤르만 프리드리히 페르난도 롤란트(Prince Hermann Friedrich Fernando Roland of Leiningen, 1963년 4월 16일 ~ )는 캐나다의 은행가이며 카를 추 라이닝겐 후자와 불가리아 공주 마리야 루이자의 막내아들이다.